# Paraloid B-72
Paraloid B-72 je termoplastična smola proizvođača Rohm and Haas. Namijenjena je bila za uporabu kao zaštitna prevlaka te jedan od sastojaka fleksografske tinte. Danas se njegova uporaba posebno raširila u konzervaciji-restauraciji prije svega slika,metala ( od 1950.!), keramike i stakla, i to kao reverzibilno ljepilo, te zaštitni lak Može se koristiti i za pisanje inventarnih brojeva na muzejske predmete.

## Uporaba
B-72 je trajna nežuteća akrilna smola,po sastavu etil metakrilat kopolimer.Topiv je u acetonu,etanolu,toluolu i ksilenu, kao i nekim mješavinama otapala.
Jedna od njegovih prednosti je i to što je jači i tvrđi od polivinil acetata, a pri tom nije ekstremno lomljiv kao potonji. Žilaviji je i tolerantniji na stres od drugih adheziva.
Glavni mu je nedostatak to što je kompliciran za precizno nanošenje.:str. 7-14
Aceton je najpogodnije otapalo kod primjene istog za ljepljenje, no ako se koristi kao lak za slike, drvo ili metal, za otapanje se koriste razne mješavine acetona, alkohola, toluola, te etil acetat. Za razliku od celuloznog nitrata ne zahtijeva dodatak plastfikatora. U svrhu matiranja dodaje mu se koloidalni silicij, isti također poboljšava i uporabivost smole, naime istraživanja su pokazala da ovaj dodatak povoljno utječe na smanjenje stresa i zatezanja koje se javlja kod isparenja otapala prilikom stvrdnjavanja ljepila.
Zbog transparentnosti i prilagodljivosti konzervatori stakla, poput Stephena Kooba iz Corning Glass Museuma počeli su koristiti pločice izlivene od istog za zapunjavanje i izradu nedostajućih dijelova staklenih predmeta.

## Vanjske poveznice
- PARALOID B-72 AS A STRUCTURAL ADHESIVE AND AS A BARRIER WITHIN STRUCTURAL ADHESIVE BONDS: EVALUATIONS OF STRENGTH AND REVERSIBILITY
- LITERATURE REVIEW: THE USE OF PARALOID B-72 AS A SURFACE CONSOLIDANT FOR STAINED GLASS
- Use of Acryloid B 72 lacquer for labelling museum objects
- Further Uses for Paraloid B-72: Infilling systems ...  Arhivirana inačica izvorne stranice od 7. rujna 2012. (Wayback Machine)
- Filling losses with Paraloid B-72
- Varnishes - Authenticity and Permanence Colloquium (1994.)[neaktivna poveznica]